# デパートニューズ
デパートニューズは、東京都中央区銀座に本社を置く株式会社ストアーズ社が発行する週刊の百貨店専門紙。

## 概要
1955年（昭和30年）創刊。百貨店における業界誌として、全国の百貨店や商業施設のニュース、売上高、人事に関する情報を発信。また、売場担当者に対するインタビュー記事を掲載していた。読者層は百貨店76％、量販・専門店1％、メーカー・問屋（百貨店取引関係12％、その他10％）。2020年3月、ウェブへ移行。